# سرزيارت (كرج)
سرزيارت هي قرية في مقاطعة كرج، إيران. يقدر عدد سكانها بـ 99 نسمة بحسب إحصاء 2016.